# Festival Internacional de Cine de Cannes de 2008
El 61º Festival de Cine de Cannes se celebró del 14 al 25 de mayo de 2008. El Presidente del Jurado Oficial fue el actor y director estadounidense Sean Penn. Un total de 22 películas de 14 países fueron seleccionadas para competir por la Palma d'Or. Los premios fueron anunciados el 24 de mayo. La película Entre les murs de Laurent Cantet ganó la Palma de Oro.
El festival lo abrió Blindness, de Fernando Meirelles y lo cerró What Just Happened, de Barry Levinson. Édouard Baer fue el maestro de ceremonias. Hunger, dirigida por Steve McQueen, abrió la sección Un Certain Regard.
La prensa británica informó de la lista de películas en competición de este año que destacó por la ausencia de películas británicas por segundo año consecutivo. Además de las películas seleccionadas para la competición de este año, fueron estrenadas en el festival las principales producciones de Hollywood como Indiana Jones y el reino de la calavera de cristal y Kung Fu Panda.

## Jurado

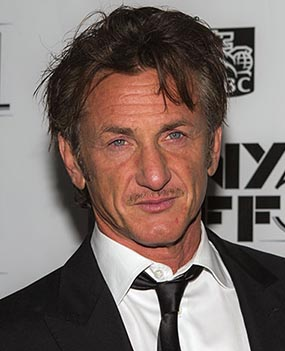
Sean Penn, Presidente del jurado

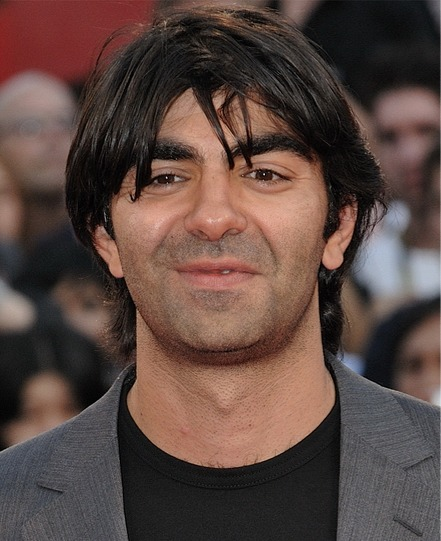
Fatih Akin, Presidente del jurado Un Certain Regard

### Competició principal
Las siguientes personas fueron nombradas para formar parte del jurado de la competición principal en la edición de 2008:
- Sean Penn (actor y director) Presidente
- Jeanne Balibar (actriz y cantante)
- Rachid Bouchareb (director)
- Sergio Castellitto (actor y director)
- Alfonso Cuaron (director)
- Alexandra Maria Lara (actriz)
- Natalie Portman (actriz)
- Marjane Satrapi (autora y directora)
- Apichatpong Weerasethakul (director)

### Un Certain Regard
Las siguientes personas fueron nombradas para formar parte del jurado de Un Certain Regard de 2008:
- Fatih Akin (director) Presidente
- Anupama Chopra (crítico de cine)
- Yasser Moheb (crítico)
- Yekaterina Mtsituridze (periodista)
- José Maria Prado (empleado de la filmoteca)

### Cinéfondation y cortometrajes
Las siguientes personas fueron nombradas para formar parte del jurado de la sección Cinéfondation y de la competición de cortometrajes:
- Hou Hsiao-hsien (director) Presidente
- Olivier Assayas (director)
- Susanne Bier (director)
- Marina Hands (actriz)
- Laurence Kardish (curador)

### Caméra d'Or
Las siguientes personas fueron nombradas para formar parte del jurado de la Caméra d'Or de 2008:
- Bruno Dumont (director) Presidente
- Isabelle Danel (crítico)
- Jean-Michel Frodon (crítico)
- Monique Kourdine (Fédération des Industries Tech)
- Willy Kurant (cineasta)
- Jean Henri Roger (director)

## Selección oficial

### En competición – películas
Las siguientes películas compitieron por la Palma de Oro:
| Título original                                 | Director                       | País           |
| ----------------------------------------------- | ------------------------------ | -------------- |
| Er shi si cheng ji 二十四城记/二十四城記        | Jia Zhangke                    | China          |
| Adoration                                       | Atom Egoyan                    | Canadá         |
| Blindness                                       | Fernando Meirelles             | Brasil         |
| El intercambio                                  | Clint Eastwood                 | Estados Unidos |
| Che (Part I: The Argentine y Part II: Guerilla) | Steven Soderbergh              | Estados Unidos |
| Un conte de Noël                                | Arnaud Desplechin              | Francia        |
| Entre les murs                                  | Laurent Cantet                 | Francia        |
| Delta                                           | Kornél Mundruczó               | Hungría        |
| Il Divo                                         | Paolo Sorrentino               | Italia         |
| La frontière de l'aube                          | Philippe Garrel                | Francia        |
| Gomorra                                         | Matteo Garrone                 | Italia         |
| La mujer sin cabeza                             | Lucrecia Martel                | Argentina      |
| Leonera                                         | Pablo Trapero                  | Argentina      |
| Linha de Passe                                  | Walter Salles y Daniela Thomas | Brasil         |
| My Magic                                        | Eric Khoo                      | Singapur       |
| Palermo Shooting                                | Wim Wenders                    | Alemania       |
| Serbios                                         | Brillante Mendoza              | Filipinas      |
| El silencio de Lorna                            | Jean-Pierre y Luc Dardenne     | Bélgica        |
| Synecdoche, New York                            | Charlie Kaufman                | Estados Unidos |
| Tres monos                                      | Nuri Bilge Ceylan              | Turquía        |
| Two Lovers                                      | James Gray                     | Estados Unidos |
| Vals con Bashir (ואלס עם באשיר)                 | Ari Folman                     | Israel         |

### Un Certain Regard
Las siguientes películas compitieron por Un Certain Regard:
- Afterschool de Antonio Campos
- Hunger de Steve McQueen
- De ofrivilliga de Ruben Östlund
- Je veux voir de Joana Hadjithomas y Khalil Joreige
- Johnny Mad Dog de Jean-Stéphane Sauvaire
- A Festa da Menina Morta de Matheus Nachtergaele
- La Vie moderne de Raymond Depardon
- Le Sel de la mer de Annemarie Jacir
- Los Bastardos de Amat Escalante
- O' Horten de Bent Hamer
- Parking de Chung Mong-Hong
- Soi Cowboy de Thomas Clay
- Tokyo!, de Michel Gondry Leos Carax y Bong Joon-ho
- Tokyo Sonata de Kiyoshi Kurosawa
- Tulpan de Sergey Dvortsevoy
- Tyson de James Toback
- Versailles de Pierre Schoeller
- Wendy and Lucy de Kelly Reichardt
- Wolke Neun de Andreas Dresen
- Ocean Flame (Yíbàn Haǐshuǐ, Yíbàn Huǒyàn) de Fendou Liu

### Películas fuera de competición
Las siguientes películas fueron seleccionadas para ser proyectadas fuera de competición:
- The Chaser (Chugyeogja) de Na Hong-jin ( Corea del Sur)
- El bueno, el malo y el raro de Kim Jee-woon ( Corea del Sur)
- Indiana Jones y el reino de la calavera de cristal de Steven Spielberg ( Estados Unidos)
- Kung Fu Panda de John Stevenson y Mark Osborne ( Estados Unidos)
- Maradona de Emir Kusturica ( Serbia)
- Surveillance de Jennifer Chambers Lynch ( Estados Unidos)
- Vicky Cristina Barcelona de Woody Allen ( Estados Unidos)
- Algo pasa en Hollywood de Barry Levinson

### Proyecciones Especiales
Las siguientes películas fueron seleccionadas para ser proyectadas a la sección Projeccions Especials:
- Las cenizas del tiempo Redux de Wong Kar-wai
- C'est dur d'être aimé par des cons de Daniel Leconte
- Chelsea on the rocks de Abel Ferrara
- Of Time and the City de Terence Davies
- Roman Polanski: Wanted and Desired de Marina Zenovich
- The Third Wave de Alison Thompson
- Sanguepazzo  de Marco Tullio Giordana

### Cinéfondation
Las siguientes películas fueron seleccionadas para ser proyectadas en la competición Cinéfondation:
- Ba yue shi wu de Jiang Xuan
- Blind Spot de Johanna Bessiere, Nicolas Chauvelot, Olivier Clert, Cécile Dubois Herry, Yvon Jardel, Simon Rouby
- El Reloj  de Marco Berger
- Et dans mon coeur j'emporterai de Yoon Sung-A
- Forbach de Claire Burger
- Gata de Diana Mkrtchyan
- Gestern In Eden de Jan Speckenbach
- Himnon  de Elad Keidan
- Illusion Dwellers de Robb Ellender
- Interior. Scara de Bloc  de Ciprian Alexandrescu
- Kestomerkitsijät  de Juho Kuosmanen
- Naus de Lukás Glaser
- O som e o resto  d’André Lavaquial
- Shtika de Hadar Morag
- Stop de Park Jae-Ok
- The Maid de Heidi Saman
- This Is a Story About Ted and Alice de Teressa Tunney

### Cortometrajes en competición
Los siguientes cortometrajes compitieron para la Palma de Oro al mejor cortometraje:
- 411-Z de Daniel Erdélyi
- Buen Viaje de Javier Palleiro
- De moins en moins de Mélanie Laurent ( Francia)
- El Deseo de Marie Benito
- Jerrycan de Julius Avery
- Love You More de Sam Taylor-Wood
- Megatron de Marian Crişan
- My Rabbit Hoppy de Anthony Lucas
- Smafuglar de Rúnar Rúnarsson

### Cannes Classics
Cannes Classics pone el punto de mira en documentales sobre cine y obras maestras del pasado remasterizadas.
Tributos
- Douro, faina fluvial de Manoel de Oliveira (1931, curt)[15]

Documentales sobre cine
- Il était une fois...Lawrence d'Arabie de Anne Kunvari (2008)
- La Collection Cinéma cinémas de Claude Ventura (2008)
- No Subtitles Necessary: Laszlo & Vilmos de James Chressanthis (2008)
- O mistério do Samba de Jabor Carolina, Buarque De Hollanda Lula (2008)

Películas restauradas
- 13 jours en France de Claude Lelouch, François Reichenbach (1968)
- 24 Heures de la vie d'une femme de Dominique Delouche (1968)
- Anna Karenina de Alexandre Zarkhi (1967)
- The Big Snooze de Robert Clampett (1946, corto)
- Birds Anonymous de Fritz Freleng (1957, corto)
- Sillas de montar calientes de Mel Brooks (1974)
- Bonnie And Clyde de Arthur Penn (1967)
- Book Revue de Robert Clampett (1945, corto)
- Captain Blood de Michael Curtiz (1935)
- Harry el sucio de Don Siegel (1971)
- Duck Amuck de Charles M. Jones (1951, corto)
- El efecto de los rayos gamma sobre las margaritas de Paul Newman (1972)
- Operación Dragón de Robert Clouse (1973)
- Fingers de James Toback (1977)
- Gamperaliya de Lester James Peries (1965)
- Guide de Vijay Anand (1965)
- Hanyo de Kim Ki-young (1960)
- Soy un fugitivo de Mervyn Leroy (1932)
- I Love to Singa de Tex Avery (1936, corto)
- Interviews with My Lai Veterans de Joseph Strick (1971)
- El hombre invisible de James Whale (1933)
- Let's Get Lost de Bruce Weber (1989)
- Lola Montes de Max Ophuls (1955)
- The Long Day's Dying de Peter Collinson (1968)
- The Matrix de Larry Wachowski, Andy Wachowski (1999)
- One Froggy Evening de Charles M. Jones (1955, corto)
- Orphee de Jean Cocteau (1949)
- Amigos apasionados de David Lean (1948)
- Peppermint Frappé de Carlos Saura (1968)
- Porky in Wackyland de Robert Clampett (1938, corto)
- Rabbit of Seville de Charles M. Jones (1949, corto)
- Santa Sangre d'Alejandro Jodorowsky (1989)
- The Savage Eye de Ben Maddow, Sidney Meyers, Joseph Strick (1960)
- El árido verano de Metin Erksan (1964)
- This Happy Breed de David Lean (1944)
- Touki Bouki de Djibril Diop Mambety (1973)
- ¿Qué pasó con Baby Jane? de Robert Aldrich
- What's Opera, Doc? de Chuck Jones (1957, corto)
- ¿Qué me pasa, doctor? de Peter Bogdanovich (1972)
- Zigeunerweisen de Seijun Suzuki (1980)

## Secciones paralelas

### Semana Internacional de la Crítica
Los siguientes largometrajes fueron seleccionados para ser proyectados para la 47.ª Semana de la Crítica  (47e Semaine de la Critique):
Películas en competición
- Better Things de Duane Hopkins ( Reino Unido,  Alemania)
- Das Fremde in mir d'Emily Atef ( Alemania)
- Vse umrut, a ya ostanus de Valeriya Gai Germanika ( Rusia)
- La Sangre brota de Pablo Fendrik ( Argentina,  Francia,  Alemania)
- Les Grandes personnes de Anna Novion ( Francia,  Suecia)
- MAanrijding in Moscou de Christophe Van Rompaey ( Bélgica)
- Snijeg d'Aida Begic ( Bosnia y Herzegovina,  Alemania,  Francia,  Irán)

Cortometrajes en competición
- A espera  de Fernanda Teixeira ( Brasil)
- Ahendu nde sapukai de Pablo Lamar ( Argentina,  Paraguay)
- Ergo de Géza M. Tóth ( Hungría)
- La Copie de Coralie de Nicolas Engel ( Francia)
- Next Floor de Denis Villeneuve ( Canadá)
- Nosebleed de Jeff Vespa (USA)
- Skhizein de Jérémy Clapin ( Francia)

Proyecciones especiales
- Shiva de Ronit Elkabetz, Shlomi Elkabetz ( Israel,  Francia)
- Rumba de Dominique Abel, Fiona Gordon, Bruno Romy ( Francia,  Bélgica)
- Home de Ursula Meier (Switzerland,  Francia,  Bélgica)
- Desierto adentro de Rodrigo Plá ( México)
- La Fin de la pauvreté? de Philippe Diaz ( Estados Unidos)
- Enfants de Don Quichotte (Acte 1) de Ronan Dénécé, Augustin Legrand, Jean-Baptiste Legrand ( Francia)Cortometrajes

- Areia de Caetano Gotardo ( Brasil)
- La Résidence Ylang Ylang de Hachimiya Ahamada ( Francia,  Comoras)
- L’ondée de David Coquard-Dassault ( Francia,  Canadá)
- Beyond the Mexique Bay de Jean-Marc Rousseau Ruiz ( Francia,  México)

Prix de la Critique
- Taxi Wala de Lola Frederich ( Francia)
- Graffiti de Vano Burduli ( Georgia)
- Les Filles de feu de Jean-Sébastien Chauvin ( Francia)
- Les Paradis Perdus de Hélier Cisterne ( Francia)
- Ung and falder de Martin De Thurah ( Dinamarca)
- A Relationship in Four Days de Peter Glanz (USA)

### Quincena de Realizadores
Las siguientes películas fueron exhibidas en la Quincena de Realizadores de 2008 (Quinzaine des Réalizateurs):
Películas
- Acne de Federico Veiroj
- Aquele querido mês de agosto de Miguel Gomes
- Boogie de Radu Muntean
- Les Bureaux de Dieu de Claire Simon
- El cant dels ocells de Albert Serra
- Cztery noce z Anna de Jerzy Skolimowski
- De la guerre de Bertrand Bonello
- Dernier maquis de Rabah Ameur-Zaïmeche
- Eldorado de Bouli Lanners
- Elève libre de Joachim Lafosse
- Liverpool de Lisandro Alonso
- Monsieur Morimoto de Nicola Sornaga
- Niú lán zhī nǔ de Yin Lichuan
- Now Showing de Raya Martin
- The Pleasure of Being Robbed de los Josh Safdie
- Il Resto della notte de Francesco Munzi
- Salamandra de Pablo Agüero
- Shultes de Bakur Bakuradze
- Slepe lasky de Juraj Lehotsky
- Taraneh Tanhaïye Tehran de Saman Salour
- Tony Manero de Pablo Larraín
- Le Voyage aux Pyrénées de Arnaud et Jean-Marie Larrieu

Proyecciones especiales
- 40X15 de Olivier Jahan
- Itinéraire de Jean Bricard de Danièle Huillet, Jean-Marie Straub (40 min)
- Le Genou d’Artemide de Jean-Marie Straub (26 min)
- Milestones (Reprise) de John Douglas, Robert Kramer

Cortometrajes
- The Acquaintances of a Lonely John de Benny Safdie
- Ciel éteint! de F.J. Ossang
- Easter Morning de Bruce Conner
- Il fait beau dans la plus belle ville du monde de Valérie Donzelli
- Je vous hais petites filles de Yann Gonzalez
- Kamel s’est suicidé six fois, son père est mort de Soufiane Adel
- MAN de Myna Joseph
- Mes copains de Louis Garrel
- Muro de Tião
- Sagan om den lille Dockpojken de Johannes Nyholm
- Summer Afternoon de Wi-ding Ho
- Vsakdan ni vsak dan de Martin Turk

## Premios

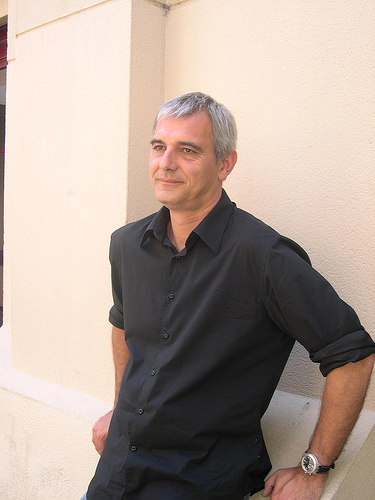
Laurent Cantet, ganador de la Palma de Oro

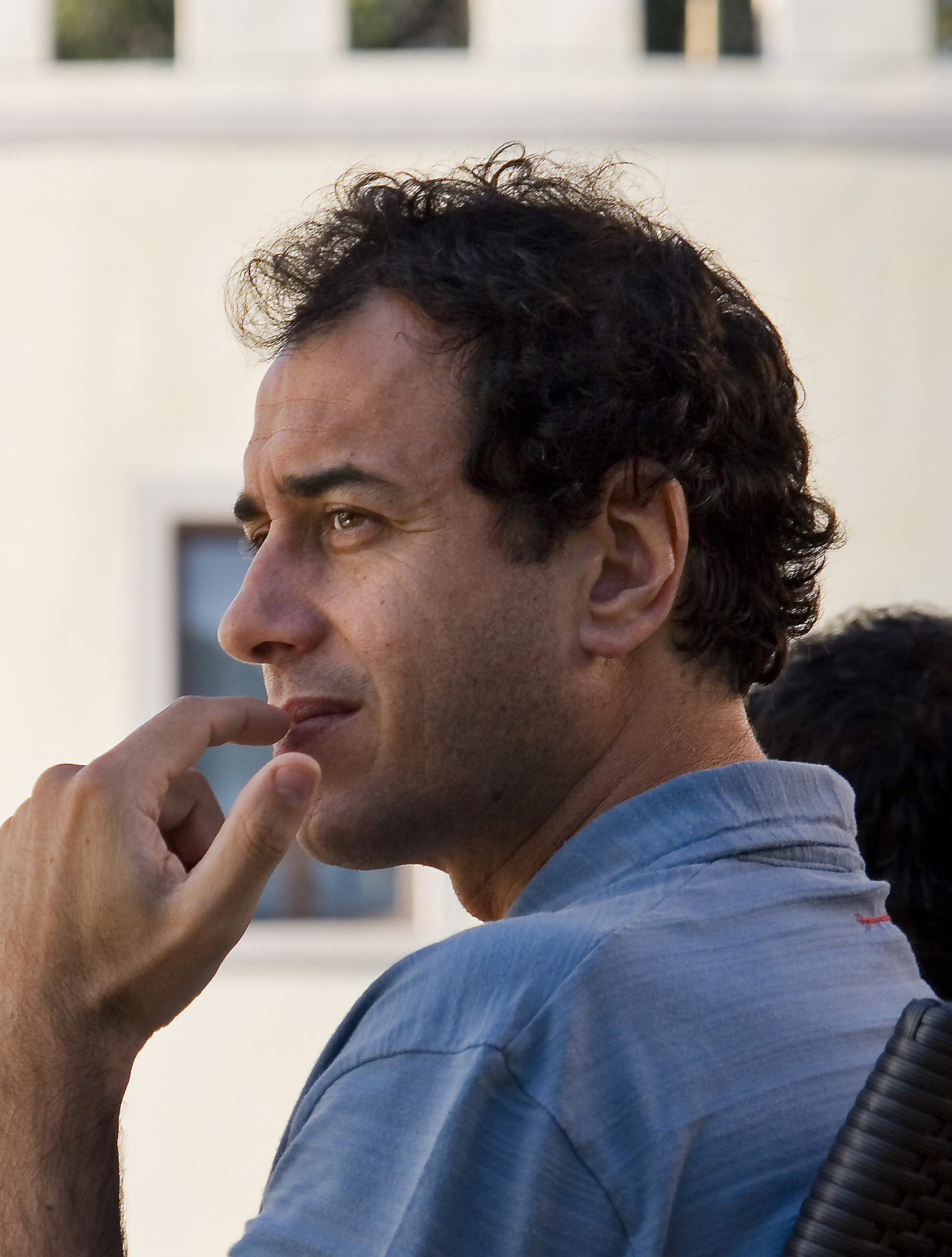
Matteo Garrone, ganador del Grand Prix

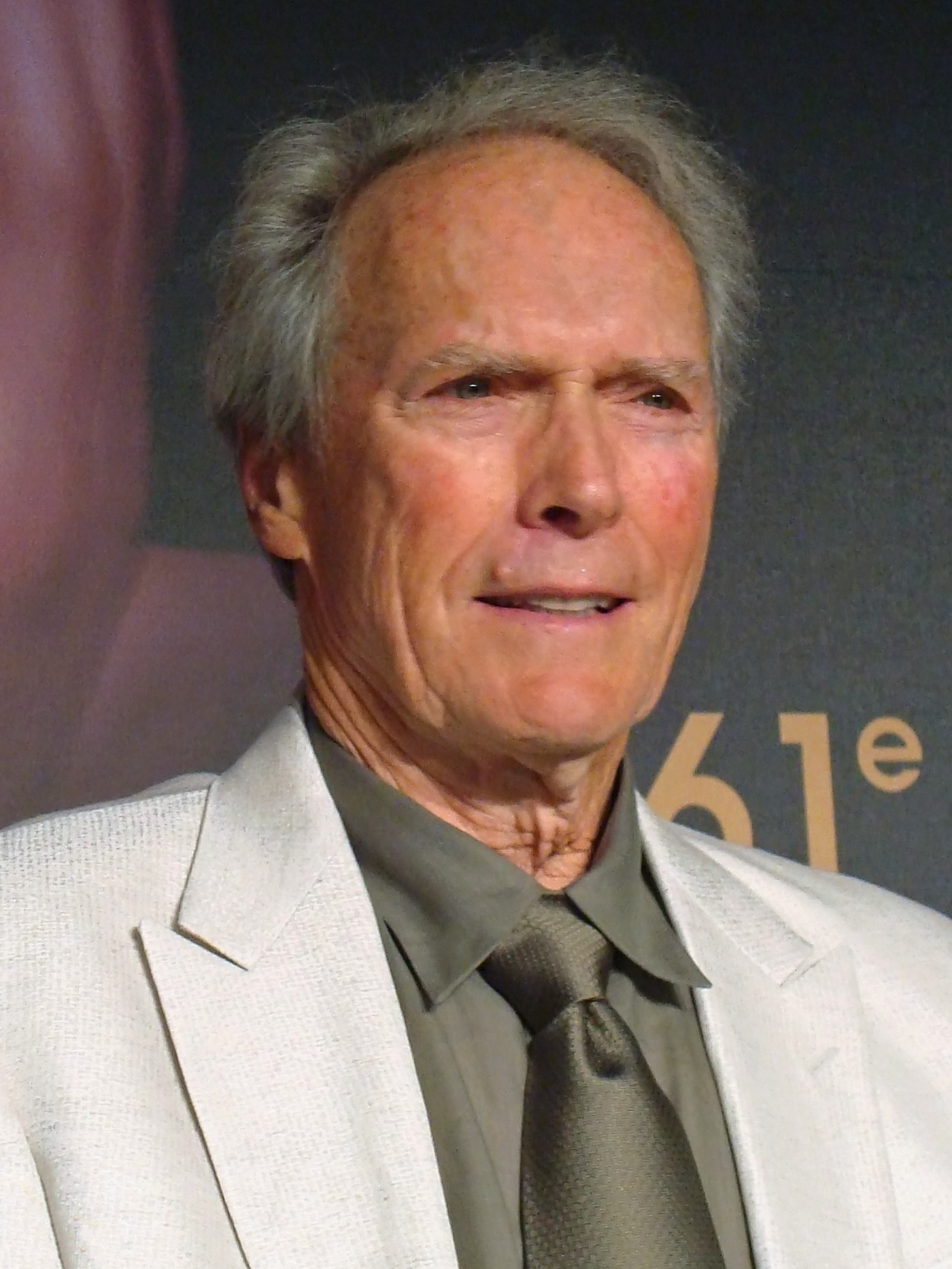
Clint Eastwood al festival promocionant El intercambio

### Premios oficiales
Los Galardonados en las secciones oficiales de 2008 fueron:
- Palma de Oro: Entre les murs de Laurent Cantet
- Gran Premio del Jurado: Gomorra de Matteo Garrone
- Mejor Director: Nuri Bilge Ceylan por Tres monos
- Premio al mejor guion: Luc & Jean-Pierre Dardenne por Le silence de Lorna
- Mejor Actriz: Sandra Corveloni en Linha de Passe
- Mejor Actor: Benicio del Toro en Che
- Premio del Jurado: Paolo Sorrentino por Il divo
- Palma de Oro especial: Manoel de Oliveira
- Premio especial del Festival: Catherine Deneuve y Clint Eastwood

Un Certain Regard
- Premio Un Certain Regard: Tulpan de Sergei Dvortsevoi
- Premio especial del Jurado Un Certain Regard: Tokyo Sonata de Kiyoshi Kurosawa
- Premio del Jurat Heart Throb: Wolke Neun  de Andreas Dresen
- Premio Knockout: Tyson de James Toback
- Premio de la Esperanza: Johnny Mad Dog de Jean-Stéphane Sauvaire

Cinéfondation
- Primer premio: Himnon d’Elad Keidan
- Segundo premio: Forbach de Claire Burger
- Tercer Premio: Stop de Park Jae-Ok i Kestomerkitsijät de Juho Kuosmanen

Caméra d'or
- Caméra d'or: Hunger de Steve McQueen
- Caméra d'Or - Mención especial: Vse umrut, a ya ostanus de Valeriya Gai Germanika

Cortometrajes
- Palma de Oro al mejor cortometraje: Megatron de Marian Crişan[19]
- Premio del Jurado: Jerrycan de Julius Avery

### Premios independientes
Premios FIPRESCI
- Hunger de Steve McQueen (Un Certain Regard)
- Eldorado de Bouli Lanners (Quincena de los Directores)
- Delta de Kornél Mundruczó (En competición)

Premio Vulcain al artista Técnico
- Premio Vulcain: Il Divo de Paolo Sorrentino

Jurado Ecuménico
- Premio del Jurado Ecuménico: Adoration d’Atom Egoyan

Semana Internacional de la Crítica
- Gran Premio de la Semana de la Crítica: Snijeg de Aida Begic
- Premio SACD: Aanrijding in Moscou de Christophe Van Rompaey
- Premio ACID/CCAS: Aanrijding in Moscou de Christophe Van Rompaey
- Premio de los Jóvenes Críticos: La Sangre brota de Pablo Fendrik
- Grand Prix Canal+ al cortometraje: Next Floor de Denis Villeneuve
- Premio Kodak Discovery al mejor cortometraje: Skhizein de Jérémy Clapin

Otros premios
- Premio Regards Jeunes: Vse umrut, a ya ostanus de Valeriya Gai Germanika

Association Prix François Chalais
- Premio François Chalais: Sanguepazzo de Marco Tullio Giordana[22]